# Santuario de Quillacas
Santuario de Quillacas è un comune (municipio in spagnolo) della Bolivia nella provincia di Eduardo Avaroa (dipartimento di Oruro) con 4.650 abitanti (dato 2010).

## Cantoni
Il comune è suddiviso in 3 cantoni.
- Santuario de Quillacas
- Sevaruyo
- Soraga